# Hotel Transylvánie (franšíza)
Hotel Transylvánie (v anglickém originále Hotel Transylvania) je americká animovaná mediální franšíza vytvořená komediálním spisovatelem Todd Durham. Skládá se ze čtyř filmů, tří grafických románů a tří krátkých filmů produkovaných společností Sony Pictures Animation, stejně jako flash-animovaný televizní seriál vysílaný na Disney Channel a několik videoher. Seriál má herecké obsazení, obvykle vedené mimo jiné hlasy Andy Samberg a Selena Gomezová.
První film, Hotel Transylvánie, byl propuštěn v září 2012, se dvěma pokračováními, Hotel Transylvánie 2 a Hotel Transylvánie 3: Příšerózní dovolená, byly uvedeny v září 2015 a v červenci 2018. Filmy získaly smíšené až průměrné recenze od kritiků a celosvětově vydělaly více než 1,3 miliardy dolarů při kombinovaném produkčním rozpočtu 245 milionů dolarů. Čtvrtý a poslední díl s názvem Hotel Transylvánie: Transformánie vyšel na Amazon Prime Video 14. ledna 2022.
Série se zaměřila na dobrodružství obklopující monstra, která sídlí v titulárním Hotel Transylvánie, hotelu na náměstí, kde si monstra mohou odpočinout a dostat se pryč od lidí kvůli strachu z pronásledování. Mnoho z primárních charakterů je volně založené na nebo být parodie Universal filmová netvora.

## Filmy
- Hotel Transylvánie (2012, režie Genndy Tartakovsky)
- Hotel Transylvánie 2 (2015, režie Genndy Tartakovsky)
- Hotel Transylvánie 3: Příšerózní dovolená (2018, režie Genndy Tartakovsky)
- Hotel Transylvánie: Transformánie (2022, režie Derek Drymon a Jennifer Kluska)

## Televizní seriály
- Hotel Transylvánie: Seriál (animovaný, 2017–2020)